# Qatar ExxonMobil Open 2014
Qatar ExxonMobil Open 2014 byl tenisový turnaj mužů na profesionálním okruhu ATP World Tour, hraný v areálu Khalifa International Tennis and Squash Complex na otevřených dvorcích s tvrdým povrchem. Konal se na úvod sezóny mezi 30. prosincem 2013 až 4. lednem 2014 v katarském hlavním městě Dauhá jako dvacátý druhý ročník turnaje.
Řadil se do kategorie ATP World Tour 250. Celkový rozpočet činil 1 096 910 dolarů. Nejvýše nasazeným hráčem ve dvouhře byla úřadující světová jednička Rafael Nadal ze Španělska, který získal titul.

## Dvouhra mužů

### Nasazení
| Stát               | Hráč                  | ATP1 | Nasazení |
| ------------------ | --------------------- | ---- | -------- |
| Španělsko          | Rafael Nadal          | 1.   | 1.       |
| Španělsko          | David Ferrer          | 3.   | 2.       |
| Spojené království | Andy Murray           | 4.   | 3.       |
| Česko              | Tomáš Berdych         | 7.   | 4.       |
| Francie            | Richard Gasquet       | 9.   | 5.       |
| Německo            | Philipp Kohlschreiber | 22.  | 6.       |
| Lotyšsko           | Ernests Gulbis        | 24.  | 7.       |
| Španělsko          | Fernando Verdasco     | 30.  | 8.       |

- 1 Žebříček ATP k 23. prosinci 2013.

### Jiné formy účasti
Následující hráčí obdrželi divokou kartu do hlavní soutěže:
- Karim Hossam
- Malek Džazírí
- Mousa Shanan Zayed

Následující hráči postoupili z kvalifikace:
- Dustin Brown
- Dan Evans
- Peter Gojowczyk
- Dominic Thiem

## Mužská čtyřhra

### Nasazení
| Stát       | Hráč              | Stát               | Hráč              | ATP1 | Nasazení |
| ---------- | ----------------- | ------------------ | ----------------- | ---- | -------- |
| Rakousko   | Alexander Peya    | Brazílie           | Bruno Soares      | 7.   | 1.       |
| Španělsko  | David Marrero     | Španělsko          | Fernando Verdasco | 13.  | 2.       |
| Chorvatsko | Ivan Dodig        | Brazílie           | Marcelo Melo      | 13.  | 3.       |
| Filipíny   | Treat Conrad Huey | Spojené království | Dominic Inglot    | 49.  | 4.       |

- 1 Žebříček ATP k 23. prosinci 2013; číslo je určeno součtem postavení obou členů dvojice na žebříčku čtyřhry.

### Jiné formy účasti
Následující dvojice obdrželi divokou kartu do hlavní soutěže:
- Malek Džazírí /  Mousa Shanan Zayed
- Rafael Nadal /  Francisco Roig

## Přehled finále

### Mužská dvouhra
- Rafael Nadal vs.  Gaël Monfils, 6–1, 6–7(5–7), 6–2

### Mužská čtyřhra
- Tomáš Berdych /  Jan Hájek vs.  Alexander Peya /  Bruno Soares, 6-2, 6-4